# 서광리 (조선)
서광리(徐匡履, 1604년 ~ 1656년)는 조선의 문신이다. 본관은 대구, 자는 여직(汝直), 할아버지는 판중추부사 약봉 서성(徐渻), 아버지는 종친부전첨 서경수(徐景雨)이고, 어머니는 김희(金僖)의 딸 광산 김씨(光山金氏)이며, 부인은 김희(金憙)의 딸인 구 안동 김씨(舊安東金氏)이다.

## 생애
서광리는 1604년(선조 37년)에 서경수의 사남으로 태어났다. 1633년(인조 11년)에 증광시(增廣試) 진사과 3등 42위로 합격하였고, 행사헌부감찰(行司憲府監察 - 정6품) 관직을 지냈다. 품계는 통훈대부(通訓大夫 - 정3품)이다.

## 가족 관계
- 고조할아버지: 서고(徐固)
  - 증조할아버지: 서해(徐嶰)
    - 할아버지: 서성(徐渻)
      - 아버지: 서경수(徐景需)
      - 어머니: 김희의 딸 광산 김씨
        - 형: 서형리(徐亨履)
        - 형: 서택리(徐擇履)
        - 형: 서상리(徐祥履)
        - 동생: 서홍리(徐弘履)
        - 동생: 서명리(徐明履)
        - 서제: 서복리(徐福履)
        - 서제: 서공리(徐恭履)

      - 부인: 김희의 딸 구 안동 김씨
        - 아들: 서문호(徐文虎)
        - 아들: 서문위(徐文緯)
        - 아들: 서문집(徐文緝)
        - 아들: 서문진(徐文縉)
        - 아들: 서문혁(徐文赫)